# Cobra-de-monóculo
Naja kaouthia, comumente conhecida como cobra-de-monóculo, é uma espécie de cobra venenosa do gênero Naja, amplamente distribuída pelo sul e sudeste da Ásia. É caracterizada por uma marca circular distinta, semelhante a um "monóculo", no capuz, embora esse padrão possa variar muito ou até estar ausente em alguns indivíduos. Ocupa uma ampla gama de habitats, incluindo florestas, terras agrícolas e áreas próximas a assentamentos humanos. É responsável por uma proporção significativa de incidentes e fatalidades por picadas de cobra em sua área de distribuição, devido ao seu veneno neurotóxico potente e à sua frequente proximidade com habitações humanas. Algumas populações de N. kaouthia têm a capacidade de cuspir veneno com notável precisão, embora nem todos os indivíduos exibam esse comportamento.

## Taxonomia
O nome científico Naja kaouthia foi proposto por René Lesson em 1831, quando descreveu a N. kaouthia como uma bela espécie distinta de Naja naja, com 188 escamas ventrais e 53 pares de escamas caudais.
Desde então, várias cobras-de-monóculo foram descritas sob diferentes nomes científicos:
- Em 1834, John Edward Gray publicou a primeira ilustração de uma cobra-de-monóculo por Thomas Hardwicke sob o trinomial Naja tripudians var. fasciata.[8]
- Em 1839, Theodore Edward Cantor descreveu uma Naja kaouthia acastanhada com numerosas faixas transversais amarelas fracas e um capuz marcado por um anel branco sob o binomial Naja larvata, encontrada em Bombaim, Calcutá e Assam, na Índia.[9]

Várias variedades de N. kaouthia foram descritas sob o binomial Naja tripudians entre 1895 e 1913:
- N. j. var. scopinucha 1895
- N. j. var. unicolor 1876
- N. j. var. viridis 1913
- N. j. var. sagittifera 1913

Em 1940, Malcolm Arthur Smith classificou a N. kaouthia como uma subespécie da Naja naja sob o trinomial Naja naja kaouthia. Reclassificações na década de 1990 distinguiram ainda mais N. kaouthia de Naja siamensis, um nome comumente usado em pesquisas toxicológicas mais antigas.
Estudos filogenéticos de N. kaouthia na Tailândia demonstraram uma variação surpreendente, com uma população resultando na espécie tornando-se parafilética em relação a outras cobras asiáticas.

## Descrição

Padrão de monóculo característico no capuz

A Naja kaouthia apresenta um padrão de capuz em forma de O, ou monocelado, diferente do padrão de "óculos" (dois ocelos circulares conectados por uma linha curva) da Naja naja no verso do capuz. As costelas nucais alongadas permitem que a cobra expanda a parte anterior do pescoço em um “capuz”. A coloração nos jovens é mais constante. A superfície dorsal pode ser amarela, marrom, cinza ou enegrecida, com ou sem faixas transversais irregulares ou claramente definidas. Pode ser olivácea ou acastanhada a preta na parte superior, com ou sem uma marca em forma de O amarela ou laranja no capuz. Possui uma mancha preta na superfície inferior do capuz em ambos os lados e uma ou duas barras transversais pretas na barriga atrás disso. O restante da barriga geralmente tem a mesma cor da parte traseira, mas mais clara. Com o avanço da idade, a cobra torna-se mais clara, sendo os adultos acastanhados ou oliváceos. Possui um par de presas anteriores fixas. A maior presa registrada mediu 6,78 mm. As presas são moderadamente adaptadas para cuspir.
Naja kaouthia adultas atingem um comprimento de 1,35 a 1,5 m com uma cauda de 23 cm. Muitos espécimes maiores foram registrados, mas são raros. Adultos podem alcançar um máximo de 2,3 m de comprimento.

### Escamação
A N. kaouthia possui de 25 a 31 escamas no pescoço, 19 a 21 no corpo e 17 ou 15 na frente do orifício cloacal. Tem de 164 a 197 escamas ventrais e de 43 a 58 escamas subcaudais. Geralmente possui mais de uma escama cuneiforme de cada lado. A forma da escama frontal é curta e quadrada. As ventrais nos machos variam de 170 a 192, nas fêmeas de 178 a 197. As subcaudais nos machos variam de 48 a 61, nas fêmeas de 46 a 59.

## Distribuição e habitat
A espécie está distribuída da Índia, a oeste, até China, Vietnã e Camboja. Também ocorre na Península da Malásia e é nativa de Bengala Ocidental, Bangladesh, Butão, Mianmar, Laos, Nepal e Tailândia. Adapta-se a uma variedade de habitats, desde ambientes naturais até aqueles impactados pela atividade humana. Prefere habitats associados à água, como campos de arroz, pântanos e manguezais, mas também vive em pastagens, arbustais, florestas, terras agrícolas em altitudes de até 1.000 m e assentamentos humanos, incluindo cidades.

## Comportamento e ecologia
A N. kaouthia é terrestre e mais ativa ao entardecer. Em áreas de cultivo de arroz, esconde-se em tocas de roedores nas barreiras entre os campos e tornou-se semi-aquática nesse tipo de habitat. Juvenis alimentam-se principalmente de anfíbios, enquanto adultos predam pequenos mamíferos, serpentes e peixes. Quando perturbada, prefere fugir. No entanto, quando ameaçada, levanta as porções anteriores do corpo, expande o capuz, geralmente sibila alto e ataca tentando morder para se defender. Frequentemente se esconde em buracos de árvores e áreas onde roedores são abundantes.
Algumas populações de cobras-de-monóculo têm a capacidade de cuspir veneno, o que lhes valeu o nome de "cobra-cuspideira-indiana".

## Reprodução
Esta é uma espécie ovípara. As fêmeas depositam de 16 a 33 ovos por ninhada. Os períodos de incubação variam de 55 a 73 dias. A postura de ovos ocorre de janeiro a março. As fêmeas geralmente permanecem com os ovos. Alguma colaboração entre machos e fêmeas foi relatada em híbridos de Naja naja x Naja kaouthia.

## Estado de conservação
A Naja kaouthia está listada no Apêndice II da CITES e foi avaliada como Menos Preocupante na Lista Vermelha da IUCN devido à sua ampla distribuição, tolerância a uma vasta gama de habitats, incluindo ambientes alterados pelo homem, e sua abundância relatada. Não foram identificadas grandes ameaças, e não se acredita que esteja sofrendo um declínio populacional significativo. São capturadas para o comércio de fauna, mas a coleta na natureza é mínima e improvável de causar declínios populacionais significativos.

## Veneno
O veneno da Naja kaouthia de três diferentes localidades apresentou diferentes doses letais medianas intravenosas e subcutâneas: Tailândia, 0,18-0,22 μg/g; Malásia, 0,90-1,11 μg/g; e Vietnã, 0,90-1,00 μg/g, do peso corporal de camundongos. Esses resultados refletem a diferença distinta na potência letal da N. kaouthia e na resposta à neutralização por soro antiofídico. Os principais componentes tóxicos nos venenos de cobras são neurotoxinas pós-sinápticas, que bloqueiam a transmissão nervosa ao se ligarem especificamente ao receptor nicotínico de acetilcolina, levando à paralisia flácida e até à morte por insuficiência respiratória. A principal α-neurotoxina no veneno da N. kaouthia é uma neurotoxina longa, α-cobratoxina; a α-neurotoxina menor difere da cobratoxina em um resíduo. As neurotoxinas desta espécie em particular são fracas. O veneno desta espécie também contém miotoxinas e cardiotoxinas. O envenenamento geralmente apresenta predominantemente necrose local extensa e manifestações sistêmicas em menor grau. Sonolência, sintomas neurológicos e neuromusculares geralmente se manifestam primeiro; hipotensão, rubor facial, pele quente e dor ao redor do local da picada tipicamente aparecem dentro de uma a quatro horas após a picada; paralisia, insuficiência respiratória ou morte podem ocorrer rapidamente, possivelmente em até 60 minutos em casos muito graves de envenenamento. No entanto, a presença de marcas de presas nem sempre implica que o envenenamento realmente ocorreu.
Em caso de injeção intravenosa, o LD50 testado em camundongos é de 0,373 mg/kg, e 0,225 mg/kg em caso de injeção intraperitoneal. A quantidade média de veneno por picada é aproximadamente 263 mg de peso seco.
Entre 1968 e 1974, 20 casos de picadas de cobra foram observados na Tailândia; todos os pacientes desenvolveram envenenamento sistêmico e receberam tratamento, mas 19 pacientes sobreviveram. A Naja kaouthia causa a maior taxa de fatalidade de envenenamento por veneno de cobra na Tailândia.